# Komkom

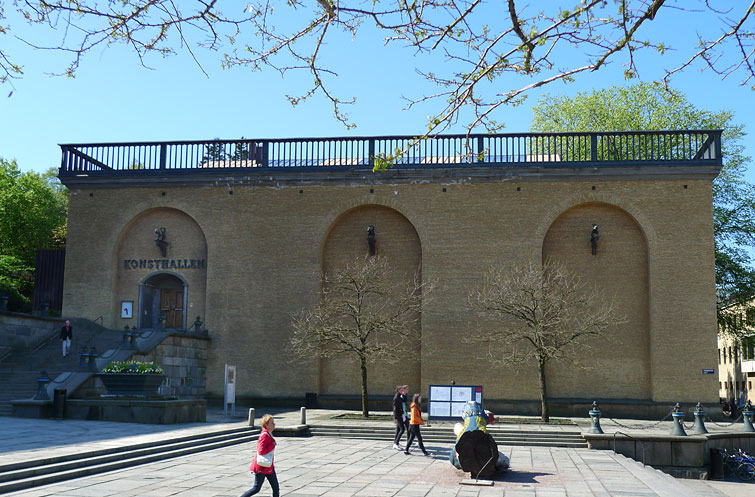
Göteborgs konsthall, arrangör av stadens första alternativa popfestival.

Komkom (marknadsfört som KomKom) var en festival som genomfördes 8–14 juni 1970 i Göteborg. Den arrangerades av Göteborgs konsthall och hölls öppen klockan 14–24 alla dagar. Festivalen drog en stor publik och var den första alternativa popfestivalen i Göteborgs historia.
Festivalen omfattade bland annat teater, musik, film, dans och improvisation. Den började med ett karnevalståg som gick från Gustav Adolfs torg till Götaplatsen. Väl framme spelade Gunder Hägg och Love Explosion på en utomhusscen, vilket var den första popkonserten på Götaplatsen. Festivalen fortsatte sedan med en jamsession inne på konsthallen. Under Love Explosions jamsession fimpade en 17-årig pojke en cigarett i en kaffeburk framme vid scenen. Burken innehöll svartkrut som bandet skulle ha använt under sin utomhuskonsert. Pojken blev brännskadad och skadade ögonen.
Under resterande dagar framförde exempelvis Nationalteatern sin pjäs Nic Carter, dubbelagent och det var konserter med bland andra Telefon Paisa, Take Off, Per Lager, Christer Bothén, och Kerstin Dahlströms grupp genomförde en så kallad allimprovisation. Under hela festivalen uppmuntrades publiken att själva uttrycka sig i bild, dans och musik.
Festivalen Komkom hölls parallellt med Festen på Gärdet i Stockholm och banden Gunder Hägg och Love Explosion deltog på båda.